# Рыбинское водохранилище
Ры́бинское водохрани́лище (разг. Ры́бинское мо́ре) — большое водохранилище на реке Волге и её притоках Шексне и Мологе. Расположено на севере Центральной России — в основном в Ярославской области (3246 км²), частично также в Тверской и Вологодской областях. Объём воды: полная ёмкость — 25,4 км³; полезная ёмкость — 16,7 км³. Площадь поверхности — 4580 км². Высота над уровнем моря — 101,81 м.
Образовано в конце 1930-х — начале 1940-х годов водоподпорными сооружениями Рыбинского гидроузла, расположенного в северной части Рыбинска, перекрывающими русла двух рек: Волги и Шексны. Гидроузел включает в себя здание Рыбинской ГЭС мощностью 386 МВт (первоначально 330 МВт), сооружённой на старом русле Шексны, земляные русловые плотины и сопрягающие их дамбы, бетонную водосливную плотину и двухниточный шлюз, сооружённый на русле Волги. Значение водохранилища: судоходство, рыболовство, выработка электроэнергии волжским каскадом.
Около 17 тысяч лет назад на месте Рыбинского водохранилища было ледниковое озеро. Постепенно оно обмелело, и возникла обширная Молого-Шекснинская низменность.

## Строительство

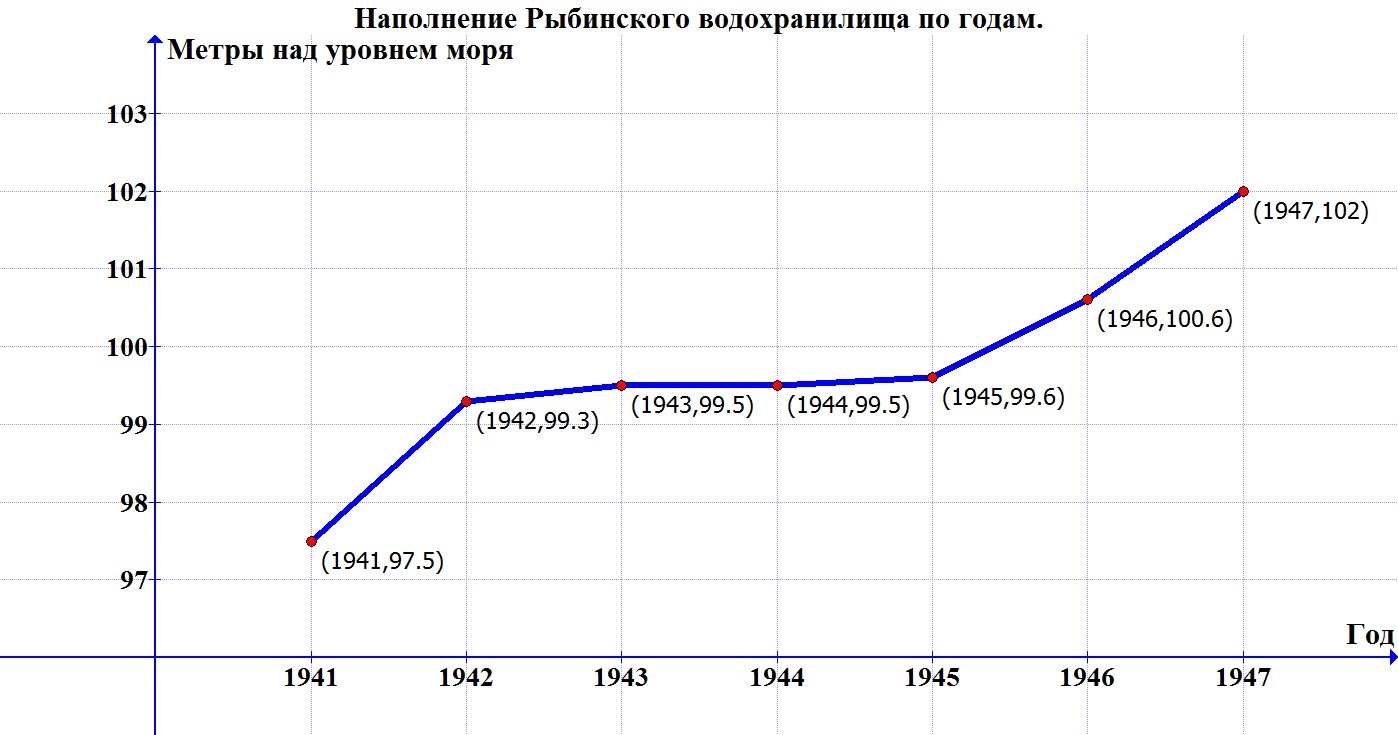
График наполнения Рыбинского водохранилища в период 1941—1947 годов

Рыбинское водохранилище планировалось в качестве самого большого по площади на тот момент искусственного озера в мире.
Строительство Рыбинского гидроузла началось в 1935 году у деревни Переборы выше места впадения Шексны в Волгу. Осенью 1940 года русло Волги перекрыли, 13 апреля 1941 года началось наполнение чаши водохранилища. Для завершения работы пришлось переселить на новые места 130 000 человек — жителей 663 селений и города Мологи, затоплено три четверти территории Весьегонска, Югская Дорофеева пустынь, Мологский Афанасьевский монастырь, Леушинский Иоанно-Предтеченский монастырь, Кассианов Учемский монастырь. Заполнение продолжалось до 1947 года. В том числе было затоплено 3645 км² лесов.
После наполнения чаши Рыбинского водохранилища ушли под воду и были изъяты из хозяйственного оборота до 80 тысяч га пойменных заливных лугов, более 70 тысяч га пашни, более 30 тысяч га пастбищ, более 250 тысяч га лесов.

## Современное состояние

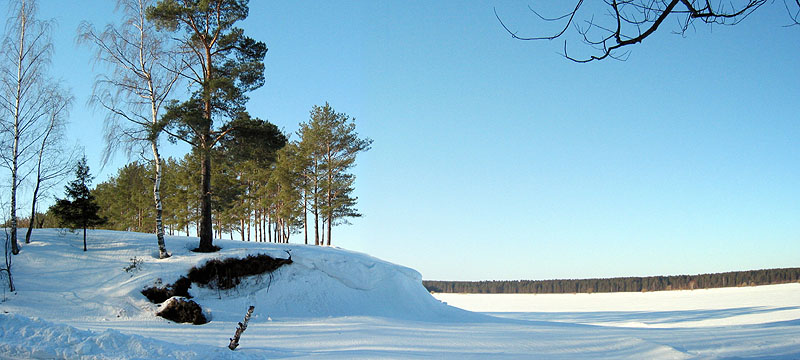
Берег водохранилища зимой

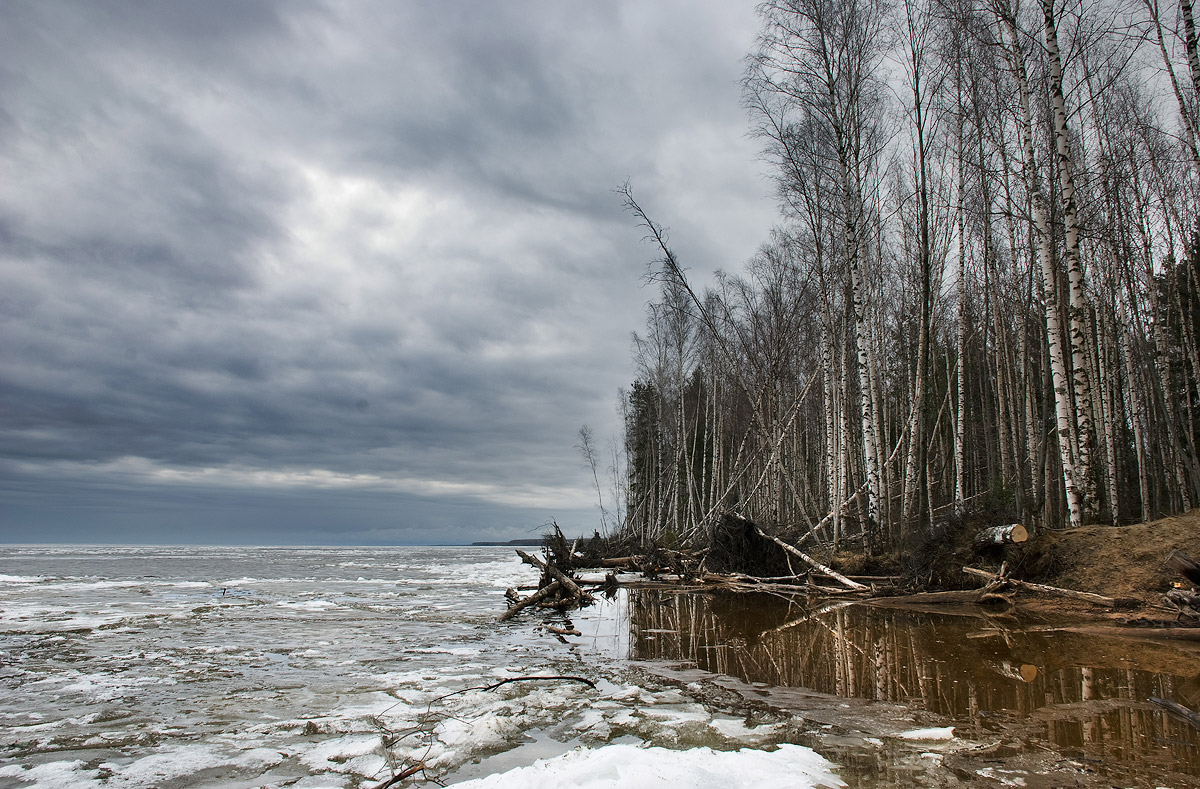
Ледоход на Рыбинском водохранилище

Берега Рыбинского водохранилища преимущественно низкие, по его побережью тянутся сырые луга, леса, болота. Лишь местами по долинам затопленных рек можно встретить обрывы, поросшие соснами. Высота волн достигает двух метров. С появлением Рыбинского водохранилища климат в прилежащих к нему районах смягчился, уменьшились морозы, ближе к зимнему периоду сместились сроки заморозков. На зиму водохранилище замерзает. Лёд держится с середины ноября до начала мая. Средняя толщина льда достигает 60—70 см. От северо-западной части берега Рыбинского водохранилища довольно часто отрываются большие пласты торфа, поросшие растительностью и даже мелкими деревцами. Они автономно плавают по всей акватории, создавая минибиосистемы.
Судовой фарватер идёт вдали от берегов. Навигация длится в среднем 190 дней. Порты: Череповец — при впадении в водохранилище реки Шексны, Весьегонск — при впадении реки Мологи. Через Шексну водохранилище связано с Волго-Балтийской водной системой.
Рыбинское водохранилище— гигантская лаборатория Института биологии внутренних вод РАН. В северо-западной его части расположен Дарвинский заповедник, специализирующийся на исследованиях по влиянию водохранилища на природные комплексы южной тайги.
Рыбные запасы Рыбинского водохранилища составляют: стерлядь (семейство осетровые), тюлька (семейство сельдевые), ряпушка и пелядь (семейство сиговые), корюшка (семейство корюшковые), щука (семейство щуковые), угорь (семейство угрёвые), сом (семейство сомовые), налим (семейство тресковые), бычок-головач (семейство бычковые), подкаменщик (семейство рогатковые), вьюн, голец, щиповка обыкновенная (семейство вьюновые), судак, сорога. Наиболее разнообразно представлено семейство карповых рыб: синец, лещ, белоглазка, быстрянка, уклейка, жерех, густера, карась золотой, карась серебряный, подуст, сазан, пескарь, голавль, язь, елец, чехонь, плотва, линь, гольян озёрный и обыкновенный. Основные виды рыб, вылавливаемых в водохранилище: лещ, плотва, синец, снеток, налим, щука, судак, окунь.

## Дискуссии о спуске водохранилища
Через несколько десятков лет эксплуатации после полного заполнения в 1947 году появились предложения о спуске водохранилища. Эта мера позволяла вернуть в сельскохозяйственный оборот большие площади плодородных земель (на момент затопления — 42 тыс. га). Однако проведённые исследования показали, что экономическая выгода от такого решения не компенсирует финансовые потери на переустройство инфраструктуры региона: реорганизацию системы водоснабжения, прекращения грузовых перевозок водным транспортом из-за обмеления фарватера, проведение противопаводковых мероприятий. Экологический баланс, сложившийся за десятилетия, также был бы нарушен, пострадали бы рыболовство, курортно-туристическое хозяйство и природоохранные территории, включая Дарвинский биосферный заповедник. При этом из-за многолетней промышленной эксплуатации водохранилища быстрый возврат земель в хозяйственный оборот был бы невозможен: отложения ила и песка закрыли участки плодородной почвы, в них накопились тяжёлые металлы и другие вредные вещества из сточных вод.

## Парусный спорт на водохранилище
В 1970—1990-х годах на акватории водохранилища ежегодно проходил этап Московской крейсерской регаты по маршруту Коприно — Череповец вдоль 63-го судового хода.